# Song Pop
SongPop es un juego social de múltiples jugadores. Está disponible para iPhone, Android y Facebook.  En diciembre de 2012 tuvo más de 60 millones de descargas y de 2,4 millones de usuarios activos al día. 

## Juego
Es un juego social de múltiples participantes en el que los jugadores deben reconocer canciones y contestar en un formato de opción múltiple. 

## Críticas
SongPop fue el juego más valorado de 2012, basados en juegos lanzados en Facebook en 2012 y recibió el grado más alto de estrellas por parte de los jugadores y cumplió los niveles de compromiso en el transcurso del año. 
El Índice de Calidad del iPhone encontró que era el segundo mejor juego revisado en agosto de 2012. 
Al parecer es el juego favorito de Mark Zuckerberg. 